# Basan Gorodowikow
Basan Gorodowikow (ros. Баса́н Бадьминович Городовико́в, ur. 2 listopada?/15 listopada 1910 w Mokrej Elmucie w Obwodzie Wojska Dońskiego, zm. 17 sierpnia 1983 w Moskwie) – radziecki generał porucznik narodowości kałmuckiej, Bohater Związku Radzieckiego (1945).

## Życiorys
Urodzony w kałmuckiej rodzinie chłopskiej. Skończył 8 klas szkoły, od września 1927 służył w Armii Czerwonej, w 1930 ukończył szkołę kawalerii w Krasnodarze.
Od stycznia do czerwca 1930 był dowódcą plutonu 76 pułku kawalerii 12 Dywizji Kawalerii Północno-Kaukaskiego Okręgu Wojskowego, uczestniczył w likwidacji zbrojnego powstania antykomunistycznego w Karaczajewskim Obwodzie Autonomicznym, od czerwca 1932 był dowódcą plutonu i dowódcą szwadronu 30 pułku kawalerii 5 Stawropolskiej Dywizji Kawalerii w Nowoczerkasku, 1932-1935 służył w Ukraińskim Okręgu Wojskowym w Żytomierzu. Od 1936 kapitan, od 1938 major. W 1938 ukończył Akademię Wojskową im. Frunzego i został dowódcą 87 pułku kawalerii 8 Dywizji Kawalerii Samodzielnej Dalekowschodniej Armii Czerwonego Sztandaru w Kraju Nadmorskim, od września 1940 do kwietnia 1941 studiował w Wojskowej Akademii Kadry Dowódczej Wojskowych Sił Powietrznych Armii Czerwonej, następnie w szkole wojskowej w Sierpuchowie. Od 1939 należał do WKP(b), od 30 czerwca 1941 był dowódcą 71 pułku kawalerii 48 Dywizji Kawalerii Charkowskiego Okręgu Wojskowego, z którą we wrześniu 1941 przybył na Krym i która w październiku 1941 została rozbita przez Wehrmacht; wówczas Gorodowikow sformował pod Ałusztą oddział partyzancki i został jego dowódcą (miał wówczas stopień podpułkownika), później był dowódcą 1 rejonu partyzanckiego w Krymskiej ASRR. W czerwcu 1942 z powodu ciężkiej choroby został wywieziony z Krymu samolotem, w sierpniu 1942 został zastępcą dowódcy 251 Dywizji Piechoty 20 Armii Frontu Zachodniego, od 9 sierpnia 1942 do 25 lipca 1943 był dowódcą 251 Dywizji Piechoty Frontu Zachodniego w stopniu pułkownika, od 2 sierpnia 1943 do 5 czerwca 1944 dowódca 85 Gwardyjskiej Dywizji Piechoty Frontu Zachodniego/2 Frontu Nadbałtyckiego, 16 października 1943 awansowany na generała majora.
Od 10 czerwca do 1 grudnia 1944 był dowódcą 184 Dywizji Piechoty 5 Armii 3 Frontu Białoruskiego, 12 lipca 1944 na czele dywizji brał udział w zajmowaniu miasta Troki, a 17 sierpnia 1944 w forsowaniu Niemna, 2 grudnia 1944 został ranny. Od 19 lutego do 3 września 1945 dowodził 184 Dywizją 1 Frontu Dalekowschodniego, uczestniczył w działaniach wojennych w Mandżurii, 1947 ukończył wyższe kursy akademickie przy Wyższej Akademii Wojskowej im. Woroszyłowa, od kwietnia 1947 dowodził 12 Gwardyjską Dywizji Zmechanizowanej Białoruskiego Okręgu Wojskowego. Od stycznia 1950 był zastępcą dowódcy 87 Korpusu Piechoty Dalekowschodniego Okręgu Wojskowego, 1955 ukończył Wyższą Akademię Wojskową im. Woroszyłowa, od grudnia 1955 był I zastępcą dowódcy 8 Gwardyjskiej Armii Grupy Wojsk Radzieckich w Niemczech, 25 maja 1959 został generałem porucznikiem, od września 1960 do stycznia 1961 zajmował stanowisko zastępcy dowódcy Karpackiego Okręgu Wojskowego, następnie zakończył służbę w armii.
Od stycznia do sierpnia 1961 II sekretarz Kałmuckiego Komitetu Obwodowego KPZR, od sierpnia 1961 do 20 grudnia 1978 I sekretarz Kałmuckiego Komitetu Obwodowego KPZR, od 31 października 1961 do 29 marca 1966 członek Centralnej Komisji Rewizyjnej KPZR, od 8 kwietnia 1966 do 23 lutego 1981 zastępca członka KC KPZR, od grudnia 1978 na emeryturze. Pochowany na Cmentarzu Nowodziewiczym.

## Odznaczenia
- Złota Gwiazda Bohatera Związku Radzieckiego (19 kwietnia 1945)
- Order Lenina (czterokrotnie)
- Order Rewolucji Październikowej (14 listopada 1980)
- Order Czerwonego Sztandaru (czterokrotnie – 7 kwietnia 1942, 2 marca 1943, 9 stycznia 1945 i 6 listopada 1947)
- Order Suworowa II klasy (26 września 1945)
- Order Kutuzowa II klasy (28 września 1943)
- Order Czerwonego Sztandaru Pracy
- Order Czerwonej Gwiazdy (22 listopada 1944)
- Medal „Za obronę Sewastopola”
- Medal „Za zdobycie Królewca”
- Medal „Za zwycięstwo nad Niemcami w Wielkiej Wojnie Ojczyźnianej 1941–1945”
- Medal „Za zwycięstwo nad Japonią”

medale ZSRR oraz ordery zagraniczne.